# Pachylophus fossulatus
Pachylophus fossulatus är en tvåvingeart som beskrevs av Adams 1905. Pachylophus fossulatus ingår i släktet Pachylophus och familjen fritflugor. Inga underarter finns listade i Catalogue of Life.